# Андреа Кімі Антонеллі
Андреа Кімі Антонеллі (італ. Andrea Kimi Antonelli ;нар. 25 серпня 2006), також відомий як Кімі Антонеллі — італійський автогонщик, який виступає у Формулі-1 за команду Mercedes.
За свою кар’єру Антонеллі виграв кілька титулів в перегонах на одномісних автомобілях, а саме італійську Формулу-4 2022 року та Формулу-4 ADAC 2022 року з Prema, Середньосхідний чемпіонат Регіональної Формули 2023 року з Mumbai Falcons та Європейський чемпіонат Регіональної Формули 2023 року з Prema. Він є частиною Юніорської команди Mercedes з 2019 року. Антонеллі вже дебютував за команду Mercedes у сезоні Формули-1 2025 року.

## Кар’єра

### Картинг
Антонеллі почав займатися картингом у віці семи років і досяг успіху в кількох категоріях цієї дисципліни. Він виграв Міжнародний Гранд-фінал Easykart (Easy 60), Зимовий кубок Південної Гарди (OKJ), Кубок чемпіонів WSK, WSK Super Master Series, WSK Euro Series і здобув титул Чемпіона Європи з картингу CIK-FIA двічі поспіль у 2020 та 2021 роках.

### Формула-4

#### Італійська Формула-4

##### 2021
У 2021 році, лише через три тижні після того, як йому виповнилося 15 років, Антонеллі дебютував за кермом одномісного автомобіля в п’ятому раунді Італійської Формули-4 2021 року, виступивши за команду Prema на Ред Булл Ринзі. Він добре розпочав свою кампанію, фінішувавши як найкращий новачок у своїй першій гонці та набравши чотири очки в раунді. Італієць знову набрав очки в наступному раунді в Муджелло, але справді проривні результати він показав у фінальному раунді на трасі Монца. Антонеллі посів друге місце в першій гонці після важкої боротьби з лідером чемпіонату Олівером Берманом і фінішував третім в двох інших гонках раунду. Антонеллі завершив сезон на десятому місці в турнірній таблиці, незважаючи на те, що пропустив більшу частину сезону, відставши всього на шість очок від постійного пілота Prema Конрада Лаурсена.

##### 2022
У 2022 році італієць залишився з командою Prema, щоб продовжити участь в Італійській Формулі-4 разом з товаришами по команді Чарлі Вурцом, Конрадом Лаурсеном та членами Академії Ferrari Джеймсом Вортоном та Рафаелем Камарою. Його сезон розпочався невтішно, оскільки Антонеллі був змушений зійти в першій гонці сезону в Імолі через проблему з коробкою передач, лідируючи за п'ять кіл до кінця. Він отримав пошкодження переднього крила, зачіпивши бордюр у другій гонці, і був оштрафований за зіткнення з товаришем по команді Вортоном у третій гонці, що опустило його з четвертого на десяте місце. Однак наступні раунди принесли успіх: дві перемоги в Мізано та дві потрійні перемоги в Спа-Франкоршам і Валлелунзі. Подальші перемоги в Шпільберзі та Монці додали переваги Антонеллі в чемпіонаті, і він здобув титул, вигравши першу гонку в Муджелло. Він виграв дві гонки сезону, що залишилися, здобувши рекордні тринадцять перемог протягом сезону.

#### Формула-4 ОАЕ
Готуючись до основної кампанії 2022 року, Антонеллі взяв участь у частині чемпіонату Формули-4 ОАЕ. Він посів третє місце в трофейному раунді, який проводився на підтримку Гран-прі Абу-Дабі 2021. В основному чемпіонаті він спочатку мав брати участь лише в третьому раунді, але був змушений підмінити Рафаеля Камару в першому раунді через проблеми зі здоров'ям у бразильця. Там Антонеллі здобув три перемоги на виїзді поспіль, але останню програв через штраф. Антонеллі посів восьме місце в турнірній таблиці, незважаючи на те, що пропустив більше половини сезону.

### Формула-1
Антонеллі приєднався до Юніорської команди Mercedes у 2019 році. 17 квітня 2024 року Антонеллі провів свій перший тест з командою, виступивши за кермом Mercedes W12 на Ред Булл Ринзі. Через два тижні він провів додаткові тести в Імолі за кермом W13, проїхавши приблизно 500 кілометрів.
Антонеллі дебютував у вільних заїздах Формули-1 під час Гран-прі Італії 2024 року, взявши участь у першій вільній практиці. Антонеллі втратив керування в повороті Parabolica та врізався в стіну, передчасно завершивши свою сесію.

#### Mercedes (2025)
Антонеллі приєднався до Джорджа Расселла в команді Mercedes у сезоні Формули-1 2025 року, замінивши семиразового чемпіона Льюїса Гамільтона, який приєднався до Ferrari.

## Результати виступів

### Загальна статистика
| Сезон | Серія                                          | Команда                       | Перегони   | Перемоги   | Поули      | Н/к        | Подіуми    | Очки       | Місце      |
| ----- | ---------------------------------------------- | ----------------------------- | ---------- | ---------- | ---------- | ---------- | ---------- | ---------- | ---------- |
| 2021  | Італійська Формула-4                           | Prema Powerteam               | 9          | 0          | 0          | 0          | 3          | 54         | 10         |
| 2021  | Формула 4 Центральноєвропейської зони FIA      | Prema Powerteam               | 2          | 0          | 0          | 0          | 0          | 18         | 9          |
| 2021  | Формула-4 ОАЕ - Трофейний раунд                | Abu Dhabi Racing by Prema     | 1          | 0          | 1          | 0          | 1          | Н/Д        | 3          |
| 2022  | Італійська Формула-4                           | Prema Racing                  | 20         | 13         | 14         | 14         | 15         | 362        | 1          |
| 2022  | Формула-4 ADAC                                 | Prema Racing                  | 15         | 9          | 7          | 8          | 12         | 313        | 1          |
| 2022  | Формула-4 ОАЕ                                  | Prema Racing                  | 4          | 2          | 1          | 2          | 4          | 117        | 8          |
| 2022  | Формула-4 ОАЕ                                  | Abu Dhabi Racing by Prema     | 4          | 0          | 0          | 1          | 1          | 117        | 8          |
| 2022  | Кубок Формули-4 Автоспортивних ігор FIA        | Team Italy                    | 1          | 1          | 1          | 1          | 1          | Н/Д        | 1          |
| 2023  | Середньосхідний чемпіонат Регіональної Формули | Mumbai Falcons Racing Limited | 15         | 3          | 3          | 5          | 7          | 192        | 1          |
| 2023  | Європейський чемпіонат Регіональної Формули    | Prema Racing                  | 20         | 5          | 4          | 5          | 11         | 300        | 1          |
| 2023  | Італійський чемпіонат GT Sprint - GT3 Pro      | AKM Motorsport                | 2          | 1          | 1          | 2          | 2          | 32         | 8          |
| 2024  | Чемпіонат Формули-2 FIA                        | Prema Racing                  | 26         | 2          | 0          | 4          | 3          | 113        | 6          |
| 2024  | Формула-1                                      | Mercedes-AMG Petronas F1 Team | Тест-пілот | Тест-пілот | Тест-пілот | Тест-пілот | Тест-пілот | Тест-пілот | Тест-пілот |
| 2025  | Формула-1                                      | Mercedes-AMG Petronas F1 Team | 14         | 0          | 0          | 2          | 1          | 64*        | 7*         |

* Сезон триває.

### Формула-1
| Приклад                  | Опис                                                              |
| ------------------------ | ----------------------------------------------------------------- |
| 1                        | Переможець                                                        |
| 2                        | Друге місце                                                       |
| 3                        | Третє місце                                                       |
| 5                        | Фінішував у очковій зоні                                          |
| 12                       | Фінішував поза очковою зоною                                      |
| НКЛ                      | Фінішував, але не класифікований                                  |
| Схід                     | Не фінішував і не класифікований                                  |
| НКВ                      | Не кваліфікований                                                 |
| НПКВ                     | Не передкваліфікований                                            |
| ДСК                      | Дискваліфікований                                                 |
| тест                     | Тестер по п'ятницях                                               |
| НС                       | Брав участь у Гран-прі як бойовий пілот, але не стартував у гонці |
| Т                        | Травмований чи хворий                                             |
| Викл                     | Виключений із протоколу                                           |
| Від                      | Відмова від участі                                                |
| НТР                      | Не брав участі в тренуваннях                                      |
| НПР                      | Не прибув на Гран-прі                                             |
| С                        | Гонка скасована                                                   |
|                          | Не брав участі                                                    |
| Жирний шрифт             | Поул-позиція                                                      |
| Курсив                   | Найшвидше коло                                                    |
| Числоу верхньому індексі | Позиція в спринті, що передбачає нарахування очок                 |

| Рік      | Команда                       | Шасі                | Двигун                                  | 1     | 2      | 3     | 4      | 5     | 6      | 7        | 8      | 9        | 10    | 11       | 12       | 13     | 14     | 15  | 16       | 17  | 18  | 19  | 20       | 21  | 22  | 23  | 24  | Місце | Очки |
| -------- | ----------------------------- | ------------------- | --------------------------------------- | ----- | ------ | ----- | ------ | ----- | ------ | -------- | ------ | -------- | ----- | -------- | -------- | ------ | ------ | --- | -------- | --- | --- | --- | -------- | --- | --- | --- | --- | ----- | ---- |
| 2024     | Mercedes-AMG Petronas F1 Team | Mercedes-AMG F1 W15 | Mercedes-AMG M15 E Performance 1.6 V6 t | БАХ   | САУ    | АВС   | ЯПО    | КИТ   | МАЯ    | ЕМІ      | МОН    | КАН      | ІСП   | АВТ      | ВЕЛ      | УГО    | БЕЛ    | НІД | ІТА Тест | АЗЕ | СІН | США | МЕХ Тест | САП | ЛВГ | КАТ | АБУ | –     | –    |
| 2025     | Mercedes-AMG Petronas F1 Team | Mercedes-AMG F1 W16 | Mercedes-AMG M16 E Performance 1.6 V6 t | АВС 4 | КИТ 67 | ЯПО 6 | БАХ 11 | САУ 6 | МАЯ 67 | ЕМІ Схід | МОН 18 | ІСП Схід | КАН 3 | АВТ Схід | ВЕЛ Схід | БЕЛ 16 | УГО 10 | НІД | ІТА      | АЗЕ | СІН | США | МЕХ      | САП | ЛВГ | КАТ | АБУ | 7*    | 64*  |
| Джерело: |                               |                     |                                         |       |        |       |        |       |        |          |        |          |       |          |          |        |        |     |          |     |     |     |          |     |     |     |     |       |      |

* Сезон триває.